# Sacred Lies
Sacred Lies è una serie televisiva statunitense ideata da Raelle Tucker e basata sul romanzo The Sacred Lies of Minnow Bly di Stephanie Oakes.
La prima stagione, composta da 10 episodi, è stata distribuita su Facebook Watch dal 27 luglio al 14 settembre 2018.
Il 13 dicembre 2018, la serie viene rinnovata per una seconda stagione.

## Trama
La serie segue un'adolescente che fugge da una setta e si ritrova in detenzione minorile, sospettata di sapere chi ha ucciso il leader della setta.

## Episodi
| Stagione       | Episodi | Pubblicazione USA | Prima TV Italia |
| -------------- | ------- | ----------------- | --------------- |
| Prima stagione | 10      | 2018              | inedita         |

## Personaggi e interpreti

### Principali
- Minnow Bly, interpretata da Elena Kampouris
- Dr. Alan Wilson, interpretato da Kevin Carroll
- Angel Trujillo, interpretata da Kiana Madeira
- Kevin Groth aka "The Prophet", interpretato da Toby Huss
- Samuel Bly, interpretato da Ryan Robbins

### Ricorrenti
- Sceriffo Yolanda Harjo, interpretata da Patti Kim
- Tracey, interpretata da Jennifer Tong
- Vivienne Schroeder, interpretata da Leah Gibson
- Rose Matthews, interpretata da Chanelle Peloso
- Benny, interpretato da C. J. Jackman-Zigante
- Rashida, interpretata da Zamani Wilder
- Constance Bly, interpretata da Hannah Jane Zirke
- Cole, interpretato da Daniel Diemer
- Stephanie Bailey, interpretata da Katrina Law
- Mrs. New, interpretata da Kathryn Kirkpatrick
- Krystal, interpretata da Georgia Beaty
- Trevor Pollankowsky, interpretato da Curtis Caravaggio
- Heath, interpretato da Sean Owen Roberts
- Jude Leland, interpretato da Shane Paul McGhie
- Olivia Bly, interpretata da Anja Savcic
- Hairnet Girl, interpretata da Shelby Armstrong
- Aviva, interpretata da Yael Yurman
- Chandra, interpretata da Maya Kooner
- Owen, interpretato da Reese Alexander
- Dawn Matthews, interpretata da April Telek
- Philip Lancaster, interpretato da Myles McCarthy
- Nikki, interpretata da Olivia Steele Falconer
- Carol Wilson, interpretata da Karen Holness

### Guest star
- Scott Nussbaum, interpretato da Wesley Salter
- Charlie Dunlap, interpretato da Ari Solomon
- Mrs. Groth, interpretata da Christina Jastrzembska
- Carl Groth, interpretato da Duncan Ollerenshaw
- Dr. Carter Elgin, interpretato da Isaach De Bankolé
- Marcus Wilson, interpretato da Eric Bempong

## Produzione

### Antefatti
L'ideatrice della serie, Raelle Tucker, parlò di come era stata inizialmente attratta dallo sviluppo della serie a causa delle sue esperienze d'infanzia, siccome è cresciuta in una setta. Durante gli anni '70, Tucker e la sua famiglia erano membri del movimento Rajneesh e anni dopo questi eventi l'avrebbero ispirata a voler lavorare su un progetto che riguardasse l'argomento delle sette.

### Sviluppo
Il 16 gennaio 2018, venne annunciato che Facebook aveva ordinato una prima stagione completa per una serie televisiva, basata sul romanzo di Stephanie Oakes The Sacred Lies of Minnow Bly.
Il 23 giugno 2018, fu annunciato che la serie sarebbe stata pubblicata dal 27 luglio 2018.
Il 13 dicembre 2018, viene annunciato il rinnovo per una seconda stagione.
La sceneggiatrice della serie, Molly Nussbaum ha espresso la difficoltà della scrittura della serie a causa dei limiti di tempo imposti da Facebook. Ha anche spiegato di considerare la limitazione come un ostacolo, e di come lo staff l'ha vista un'opportunità creativa, continuando che "la sfida di 30 minuti ci ha resi davvero rigorosi e intelligenti".

### Casting
Il 2 marzo 2018, venne annunciato che Elena Kampouris, Kevin Carroll, Kiana Madeira e Ryan Robbins erano stati scelti per dei ruoli principali. Un mese dopo, si unirono anche Toby Huss, Katrina Law e Leah Gibson.

### Riprese
Le riprese della prima stagione si sono tenute a Vancouver, in Canada dal 15 marzo al 25 maggio 2018.

## Promozione

### Marketing
Il 23 giugno 2018 è stato pubblicato un trailer teaser della serie. Il 16 luglio 2018 è stato pubblicato il trailer completo. Dal 19 luglio al 22 luglio 2018, la serie è stata sponsorizzata durante il San Diego Comic-Con International attraverso un'esperienza di fuga, tenutasi fuori da Petco Park.

## Distribuzione

### Anteprima
Il 24 giugno 2018, la serie è stata proiettata alla Seriesfest, un festival televisivo internazionale annuale, presso il Sie FilmCenter di Denver, in Colorado. La proiezione è stata seguita da una sessione di domande e risposte con l'ideatrice della serie Raelle Tucker, il produttore Scott Winant, il co-presidente della Blumhouse Television e alcuni membri del cast tra cui Kiana Madeira, Kevin Carroll e Elena Kampouris. La sessione è stata moderata dal capo dello sviluppo di Facebook Watch, Mina Lefevre.

## Accoglienza

### Critica
In una recensione positiva, Caroline Framke di Variety ha lodato la serie, scrivendo: "Con episodi in esecuzione ad una mezz'ora economica, Sacred Lies mantiene un equilibrio abbastanza solido tra le risposte ritenute e getta le basi per i misteri che ci attendono". Alexis Gunderson di Paste, scrive: "È molto artistica, non solo nella saturazione del colore, ma in ogni colpo di mani, dita e cose che hanno bisogno di mani e dita per attraversare la linea di vista di Minnow nei centri di detenzione: colpi che si sentirebbero feticisti se non fosse per l'assoluta opacità di pensiero con la quale l'astuta Minnow, che non si è mai presentata come un oggetto di pietà, li riguarda, ed è assolutamente artistica e cupa".
In una valutazione più eterogenea, John Doyle del The Globe and Mail, scrive: "Sacred Lies è un buon dramma multistrato, sebbene la qualità vagamente soprannaturale del passato di Minnow sia un po' troppo dura". In una recensione negativa complessiva, Ben Travers di Indiewire ha dato alla serie una "C-", criticandola e scrivendo: "Questo dramma di mezz'ora è inefficace nel prendere in giro il suo più grande mistero, e il suo dialogo può essere ridicolmente ottuso. I fan più accaniti del libro potrebbero restare fermi per vedere come tutto si svolge, ma ciò richiederebbe un livello di impegno di solito visto ... nelle sette!".

## Altri media

### Aftershow
The Official Sacred Lies After Show è un'aftershow che va in onda in diretta sulla pagina Facebook ufficiale della serie la domenica sera. La serie è prodotta da AfterBuzz TV e vede Juliet Vibert, che ospita in ogni episodio un membro del cast o della troupe della serie. Gli episodi durano dai 17 ai 53 minuti.
| n° | Episodio discusso                    | Ospite           | Pubblicazione     |
| -- | ------------------------------------ | ---------------- | ----------------- |
| 1  | Chapter One: The Handless Maiden     | Raelle Tucker    | 29 luglio 2018    |
| 2  | Chapter Two: Love Bomb               | n/a              | 5 agosto 2018     |
| 3  | Chapter Three: The Iron Slippers     | Elena Kampouris  | 5 agosto 2018     |
| 4  | Chapter Four: God's Eyes             | Elena Kampouris  | 5 agosto 2018     |
| 5  | Chapter Five: St. Chad's Day         | Molly Nussbaum   | 12 agosto 2018    |
| 6  | Chapter Six: We're All Made Of Stars | Zamani Wilder    | 19 agosto 2018    |
| 7  | Chapter Seven: Phantom Pain          | Leah Gibson      | 26 agosto 2018    |
| 8  | Chapter Eight: Wedding Day           | Alan McElroy     | 2 settembre 2018  |
| 9  | Chapter Nine: Storming the Castle    | Lauren MacKenzie | 9 settembre 2018  |
| 10 | Chapter Ten: Subject - Minnow Bly    | Molly Nussbaum   | 16 settembre 2018 |
| 11 | Season One                           | Jenny Klein      | 23 settembre 2018 |

### Fatal Following
Fatal Following: The Truth About the Kevinian Cult è una docu-serie sul crimine, pubblicata esclusivamente sulla pagina ufficiale di Facebook. La serie è realizzata secondo lo stile delle varie docu-serie e scava sullo sfondo di un differente membro del culto keviniano. Ogni episodio dura dai 2 ai 3 minuti.
| n° | Titolo                                 | Pubblicazione  |
| -- | -------------------------------------- | -------------- |
| 1  | The Vanishing of Olivia Bly            | 30 luglio 2018 |
| 2  | The Sordid Past of Samuel Bly          | 1º agosto 2018 |
| 3  | The Unstable Beginnings of Kevin Groth | 6 agosto 2018  |
| 4  | The Story of Vivienne Schroeder        | 8 agosto 2018  |
| 5  | The Nurse Who Longed for Love          | 13 agosto 2018 |
| 6  | The Rebellious Nature of Rose Matthews | 15 agosto 2018 |
| 7  | The Paranoia of Trevor Pollankowsky    | 20 agosto 2018 |

### Juvie Stories
Juvie Stories è una serie realizzata nello stile vlog di Internet e include vari detenuti del Missoula Youth Correctional Facility che parlano direttamente alla telecamera. Ogni episodio dura da 1 ai 4 minuti.
| n° | Titolo                     | Pubblicazione     |
| -- | -------------------------- | ----------------- |
| 1  | A Message from Rashida     | 1º agosto 2018    |
| 2  | Nikki’s Fakeup Tips        | 27 agosto 2018    |
| 3  | A Message from Krystal     | 29 agosto 2018    |
| 4  | Rashida's Love Life        | 1º settembre 2018 |
| 5  | Tracy’s Sincerest Apology  | 3 settembre 2018  |
| 6  | Chandra’s Anger Management | 5 settembre 2018  |
| 7  | Angel’s Story              | 6 settembre 2018  |